# Vallée de la Restonica
Vallée de la Restonica este o arie protejată (arie de protecție specială avifaunistică — SPA) din Franța întinsă pe o suprafață de 6.430 ha, integral pe uscat.

## Localizare
Centrul sitului Vallée de la Restonica este situat la coordonatele 42°15′00″N 9°04′00″E / 42.25°N 9.06667°E.

## Înființare
Situl Vallée de la Restonica a fost declarat arie de protecție specială avifaunistică în baza directivei 79/409 din 1979 referitoare la conservarea păsărilor sălbatice pentru a proteja 8 specii de animale.

## Biodiversitate
Situată în ecoregiunea mediteraneană, aria protejată nu include niciun habitat protejat.
La baza desemnării sitului se află mai multe specii protejate de  păsări (8): uliu porumbar (Accipiter gentilis arrigonii), acvilă de munte (Aquila chrysaetos), caprimulg (Caprimulgus europaeus), șoim călător (Falco peregrinus), zăgan (Gypaetus barbatus), Sitta whiteheadi, Sylvia sarda, silvie de tufiș (Sylvia undata).
Pe lângă speciile protejate, pe teritoriul sitului au mai fost identificate 10 specii de păsări.